# Dunedin-Waitati Highway
De Dunedin-Waitati Highway, historisch Dunedin Northern Motorway, is een expresweg in het zuiden van Nieuw-Zeeland, die onderdeel is van de SH1. De weg loopt van Waitati naar Dunedin. De weg is 10 kilometer lang en loopt door de regio Otago.
De Dunedin-Waitati Highway heeft nergens een middenberm. Daardoor is het officieel geen autosnelweg meer.